# بتانی لسوور
بتانی لسوور (انگلیسی: Bethany LeSueur؛ زادهٔ ۶ ژانویهٔ ۱۹۸۳) بازیکن بسکتبال اهل ایالات متحده آمریکا است.